# Mesoleptus hospitans
Mesoleptus hospitans là một loài tò vò trong họ Ichneumonidae.